# 交通安全子供自転車全国大会
交通安全子供自転車全国大会（こうつうあんぜんこどもじてんしゃぜんこくたいかい）は全国各都道府県の小学校から選抜された生徒らによる安全運転のための知識・技能の向上を目的とした競技大会である。毎年各都道府県の代表の小学校が集まるためとてもレベルの高い戦いが行われる。また、学科・実技・技能走行の3つで競技を行う。持ち点からの減点方式で点数が決まる。

## 概要
1966年（昭和41年）より行われており、全日本交通安全協会及び警察庁が主催している。
競技内容は、交通の規則や自転車の安全な乗り方などを問う学科テストと、交差点の安全な渡り方など基本的な乗り方をチェックする安全走行テストやS字走行、デコボコ道の走行などをチェックする技能走行などの実技テストを行う。各都道府県で代表の4人の選手が1チームとなり、その合計得点で団体の順位をつける。また、個人でも得点をつけ、それをもとに、個人成績は決められる。文部科学大臣賞は学科と安全走行テストの合計点が高かった学校に授与される。団体は10位まで、個人は8位まで入賞となる。
令和元年度の結果
団体1位  埼玉県
団体2位  静岡県
団体3位  長野県